# Beleymas
Beleymas (trong tiếng Occitan Belesmàs) là một xã của Pháp, nằm ở tỉnh Dordogne trong vùng Aquitaine của Pháp. Xã này có diện tích 16,07 km2, dân số năm 1999 là 224 người. Xã nằm ở khu vực có độ cao trung bình 100 m trên mực nước biển.

## Hành chính
| Danh sách các xã trưởng                |             |                |                  |              |
| Giai đoạn                              | Giai đoạn   | Tên            | Đảng             | Tư cách      |
| tháng 3 năm 2001                       | đương nhiệm | Bernard Denoix | không chính thức | nhà nông học |
| Tất cả các dữ liệu trước đây không rõ. |             |                |                  |              |

## Thông tin nhân khẩu
| Năm | 1962 | 1968 | 1975 | 1982 | 1990 | 1999 |
| --- | ---- | ---- | ---- | ---- | ---- | ---- |
| Dân số | 244  | 207  | 193  | 215  | 206  | 224  |
| From the year 1962 on: No double counting—residents of multiple communes (e.g. students and military personnel) are counted only once. |      |      |      |      |      |      |